# The Big C
The Big C är en amerikansk dramakomediserie som hade premiär 16 augusti 2010 på Showtime. Efter fyra säsonger sändes seriens sista avsnitt 20 maj 2013.
Serien handlar om high school-läraren Cathy Jamison (Laura Linney) som diagnostiseras med cancer.
2011 vann Linney en Golden Globe i kategorin Bästa kvinnliga huvudroll i en musikal eller komedi. 2013 vann hon en Emmy Award i samma kategori. Serien nominerades även till en Golden Globe i kategorin Bästa musikal eller komedi.

## Rollista i urval
- Laura Linney – Cathy Jamison
- Oliver Platt – Paul Jamison
- John Benjamin Hickey – Sean Tolkey
- Gabriel Basso – Adam Jamison
- Gabourey Sidibe – Andrea Jackson
- Phyllis Somerville – Marlene

### Återkommande roller
- Reid Scott – Dr. Todd Mauer
- Nadia Dajani – Tina
- Idris Elba – Lenny
- Alexandra Socha – Mia
- Alan Alda – Dr. Atticus Sherman
- Hugh Dancy – Lee Fallon
- Parker Posey – Poppy Kowalski
- Emily Kinney – Emily
- Boyd Holbrook – Mykail
- Susan Sarandon – Joy Kleinman
- Hamish Linklater och Mamie Gummer – Dave och Maxine Cooper
- Kailie Torres – Jesse
- Lee Tergesen och Fredi Walker-Browne – Kirby och Shay
- Brian d'Arcy James och Tammy Blanchard – Tim och Giselle
- Samantha Futerman – Lydia Hye